# Orlandói nemzetközi repülőtér
Az Orlandói nemzetközi repülőtér (IATA: MCO, ICAO: KMCO) az Amerikai Egyesült Államok egyik jelentős nemzetközi repülőtere. Florida államban, Orlandóban található. Éves utasforgalma 50 178 499 fő (2022). Vészhelyzet esetére a NASA bármely űrrepülője számára alternatív leszállóhelyként választották ki a repülőteret.

## Futópályák
A repülőtér futópályái:
- 17L/35R (9001 ft, 150 ft, beton)
- 17R/35L (10 000 ft, 150 ft, beton)
- 18L/36R (12 005 ft, 200 ft)
- 18R/36L (12 004 ft, 200 ft)

## Forgalom
Az utasforgalom az elmúlt években az alábbi módon változott:
| Utasok száma | 1 287 540 | 4 154 781 | 8 030 350 | 16 497 262 | 22 392 412 | 30 823 509 | 34 640 451 | 35 356 991 | 44 611 265 | 57 735 726 |
|              | 1971      | 1977      | 1983      | 1988       | 1994       | 2000       | 2006       | 2011       | 2017       | 2023       |